# 나갈 길이 없다
나갈 길이 없다는 한국에서 제작된 이한욱 감독의 1964년 영화이다. 김승호 등이 주연으로 출연하였고 안태식 등이 제작에 참여하였다.

## 출연

### 주연
- 김승호
- 박노식
- 최지희